# Qingyuan Yuejiang Mini Vehicles
Qingyuan Yuejiang Mini Vehicles Company war ein Hersteller von Automobilen aus der Volksrepublik China.

## Unternehmensgeschichte
Das Unternehmen aus Qingyuan begann 1988 mit der Produktion von Automobilen. Der Markenname lautete Bende. 2004 endete die Produktion, als die Guangzhou Automobile Group das Unternehmen übernahm.

## Fahrzeuge
Im Angebot standen Kleinwagen, Minivans und Pritschenwagen.